# Peregrináció
Peregrinációnak a vándordiákok külföldi egyetemjárását nevezzük. Természetesen főként a nemesek engedhették meg maguknak ezt a fajta tanulást. Ezen utak során bejárták egész Nyugat-Európát, és próbálták építeni politikai kapcsolataikat is. A kevésbé tehetős, de arra érdemes diákok általában a nemesi fiatalok segítőiként juthattak ki és tanulhatták a különböző idegen nyelveket, tágíthatták látókörüket. Általában 2-3 évet töltöttek kint. Ez a rövid idő úgy volt lehetséges, hogy a korábbi hazai tanulmányaikat (vagy azoknak egy részét) elismertették.
Az egyik leghíresebb peregrinus diák Pápai Páriz Ferenc a 17. századi magyar tudományosság egyik legkiemelkedőbb alakja volt, akit jó tanulmányi eredményeinek elismeréseképp külföldi egyetemekre küldtek; 1672. március 11-én indult útjára, május 1-jén érkezett Boroszlóba. Lipcsében orvosi tudományokat tanult, majd eljutott Odera-Frankfurtba és Marburgba is. Heidelbergben a filozófia doktorrá avatták, de a heidelbergi akadémia által felkínált tanári állást nem fogadta el. Bázelben tanult tovább két évig, tanárai Johann Heinrich Glaser (Glaserus), Zwinger, Wettstein, Bauhin és Hoffman voltak. 1674. október 20-án orvosdoktori címet kapott, valamint a bázeli orvosi kar ülnöke» lett. Barátságot kötött Hottinger teológussal és Muralt orvosdoktorral valamint Peyer Konráddal. Végül 1675-ben tért vissza Magyarországra.

## Okai
1635 után válik igazán elterjedtté a peregrináció, melynek legfőbb okai:
1. Egy egyetem van, és az is katolikus (az ország többsége pedig protestáns vallású).
2. A protestáns értelmiség képzése céljából fontos az egyetem.
3. Politikai kapcsolatok fenntartása. 
4. Könyvtárépítés (a friss nyomdatermékeket a peregrinusok gyűjtötték és hozták haza magukkal).
5. Jobb állást (pl.: professzorit) kaphattak, vagy magasabb rangig (pl.: püspöki) is eljuthattak. 
6. Belefolyhattak akár a közigazgatásba is.

### Történeti forrásai

#### Primér források
- Matrikula Ez tulajdonképpen az egyes egyetemek anyakönyve, névjegye. Volt összevont egyetemi, illetve külön fakultásonkénti is. A beiratkozáskor felolvasták a diákok előtt az iskola szabályait és, ha egyetértettek velük, akkor beírták saját, illetve országuk nevét az egyetem anyakönyvébe. Utóbbit csak a 19. századtól kezdve kellett megadni.
- Album Amicorum Más néven emlékkönyv: bibliai idézeteket, jelmondatokat, köszöntéseket, rövid verseket tartalmazott. A 16. században jelent meg az első, Philipp Melanchthon evangélikus egyetemi tanár hatására Wittenbergben. Ebben a diákok emblémákat rajzoltak egymásnak üdvözlésképpen. A 18. század végéig jellemző volt az egyetemekre e művek jelenléte. Elmondható, hogy általában minden peregrinusnak volt legalább egy ilyen könyve.

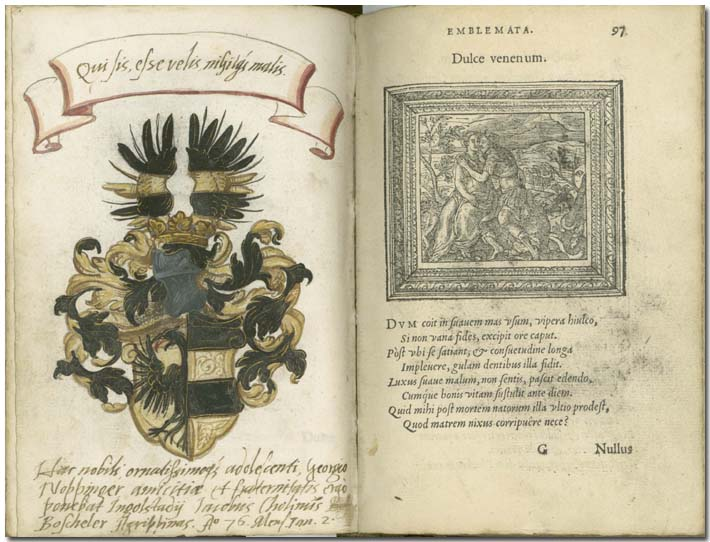
Ifj. Pápai Páriz Ferenc európai peregrinációjának emlékkönyve 1711-1726.

- Útleírások A tanulmányaikat végzők készítették ezeket külföldre való kimenetelükkor, kint tartózkodásuk alatt, illetve hazaútjuk során.

Legismertebbek: Pápai Páriz Ferenc, Szenczi Molnár Albert és Teleki Pál írásai
- Levelezések A nemesi támogatók (patrónusok) és a peregrinusok közötti levélváltásokról van szó. Ezek megmaradhattak magyarországi levéltárakban, illetve egyetemeken.

#### Szekundér források
- Disputa Ez a mai doktori disszertációk elődje, érvek és ellenérvek ütköztetése. Itt igazolták a hallgatók, hogy felkészültek a vizsgára.
- Utazási engedélyek A 18. századtól a helytartótanács ellenőrzi a külföldi utazásokat, így az egyetemekre való tanulmányutakat is. A kérvényekről, engedélyezésekről készített feljegyzések tartoznak ide.
- Bursa Vagyis pénztár. A patrónus nemes létesített ilyet az általa támogatott diákok részére. Az ennek kapcsán készített iratok tartoznak ide.

Például Debrecenben Martonfalvi György Nagyváradról menekült professzor létesített ilyet a 17-18. század fordulóján.
A magyarországi szakfőiskolák: a Georgikon (amely mezőgazdasági), a Selmecbányai Bányászati Akadémia (a mai Soproni Egyetem elődje), a Debreceni Református Kollégium (itt felsőfokú képzés folyt), Sárospatak, Gyulafehérvár (amelyről ekkor már elmondható, hogy hanyatlóban van), a Nagyenyedi Református Kollégium, valamint a kolozsvári (amely a Szegedi Tudományegyetem elődje).

## A diákok pénzszerzési lehetőségei az utazásra

### Mecénások
Mecénásnak azokat a nagyrészt jómódú embereket nevezzük, akik arra (is) felhasználják vagyonukat, hogy jó képességű, ámde szegény diákokat támogassanak. Esetenként cserébe annyit kértek a diákoktól, hogy bizonyos könyveket (melyek hazánkban nem beszerezhetőek) ők vegyenek meg és hozzanak haza. Magyarországon a legismertebb mecénás családok:
- Eszterházy – katolikus
- Batthyány – protestáns –> katolikus
- Széchenyi – katolikus
- Festetics – katolikus
- Teleki – protestáns
- Ráday – protestáns

A könyvek hazahozatala nem volt olyan egyszerű, mint manapság. Bárhonnan is jöttek haza, keresztül kellett menniük Bécsen, ahol be kellett jelentkezniük a cenzúrahivatalba. Ha ezen sikeresen átjutottak és nem kobozták el a könyveiket, akkor három helyre hozták haza őket 
 1. mecénása 
 2. a régi iskolája 
 3. saját könyvtára számára.
A diplomácia esetükben azt jelentette, hogy követként küldték ki őket különböző országokba és az ott tartózkodásuk alatt tanulhattak. A külföldi protestánsok és katolikusok még ösztöndíjakat is létrehoztak a megsegítésükre.

### Egyéb lehetőségek
A továbbiakban felsorolt eshetőségek főként a protestánsokra voltak jellemzőek.
- Rektória: Ez azt jelentette, hogy kiment partikulákra (azaz olyan iskolákba, amelyek egy nagyobbhoz tartoznak) tanítani.
- Legáció: Felsőbb végzettségű, de nem végzett „papok” tartanak vendég-istentiszteleteket, főképp ünnepekkor. Ilyenkor adományt kapott munkájáért cserébe.

A magyar diákság körülbelül 1%-a tanult külföldön. Ez azt jelenti, hogy a például a 18. században Erdélyből 3000 diák utazott külföldre. Magyarországról nincs pontos adatunk, de valószínűleg ugyanennyien mentek ki.

### Nyomtatott források
- Hegyi Ádám: Magyarországi diákok svájci egyetemeken és akadémiákon, 1526–1788 (1798); ELTE Levéltár, Bp., 2003 (Magyarországi diákok egyetemjárása az újkorban), 7-13. o.
- Szögi László: Magyarországi diákok a Habsburg Birodalom egyetemein I. 1790-1850. Budapest-Szeged, 1994
- Széchenyi Zsigmond itáliai körútja 1699–1700. Szerk. Ötvös P., 1988 (Peregrinatio Hungarorum sorozat)
- Teleki Sámuel albuma. Szerk. Jankovics József, 1991 (Peregrinatio Hungarorum sorozat)
- Hubbes Éva: Benkő Ferenc egyetemjárása. Tanulmány és Benkő Ferenc peregrinációs albuma; Érc- és Ásványbányászati Múzeum, Rudabánya, 2004
- Peykovska, Penka, Hungarian Universities and the Formation of the Bulgarian Intellectuals between 1918 and 1944 – Bulgarian Historical Review (Sofia), 1998, № 3-4, pp. 215–234.

### Online források
- Régi és új peregrináció. Magyarok külföldön, külföldiek Magyarországon; tan. Alföldi László Mihály et al.; Nemzetközi Magyar Filológiai Társaság–Scriptum Kft., Budapest–Szeged, 1993 (elektronikus változat: http://mek.oszk.hu/06300/06387/#)
- Földesi Ferenc: Album amicorum : Európai barátságok emlékei = Európai utas 10. évf. 4. (elektronikus változat: https://web.archive.org/web/20081203212421/http://www.hhrf.org/europaiutas/19994/eu9904.htm)
- Rozsondai Marianne: Ifj. Pápai Páriz Ferenc európai peregrinációjának emlékkönyve 1711–1726 (elektronikus változat: http://ppf.mtak.hu/hu/album.htm
- Hubbes Éva: Benkő Ferenc egyetemjárása. Tanulmány és Benkő Ferenc peregrinációs albuma; Érc- és Ásványbányászati Múzeum, Rudabánya, 2004 (elektronikus változat: http://mek.oszk.hu/05900/05959/index.phtml#)
- Debreceni diákok leideni peregrinációja a XVII.-XVIII. században című 2005. évi cikk a Múlt-kor történelmi portálon, szerző: Bozzay Réka http://www.mult-kor.hu/cikk.php?id=11582
- Пейковска, Пенка, Българи-студенти в унгарски университети и висши учебни заведения през втората половина на ХІХ в. и първата половина на ХХ в. – In: Political, Social, Economic and Cultural Elites in Central- and East-European States in Modernity and Post-Modernity. Sofia-Budapest, 2010, pp. 141–167.(elektronikus változat: https://web.archive.org/web/20160615075205/http://www.ihist.bas.bg/sekcii/PINI/PINI_Konferences/ELITES-Pages_001-408_Print.pdf)